# 伊東順二
伊東 順二（いとう じゅんじ、1953年9月2日 - ）は、日本の美術評論家、プロジェクト・プランナー、アートプロデューサー。
東京芸術大学社会連携センター・COI拠点特任教授。富山市ガラス美術館名誉館長。元長崎県美術館館長。株式会社JEXT（ジェクスト）顧問。

## 経歴

### 来歴
1953年9月2日長崎県諫早市生まれ。1972年長崎県立長崎南高等学校卒業。1976年早稲田大学第一文学部仏文科卒業。1980年早稲田大学大学院文学研究科仏文学専攻修士課程修了後、仏政府給費留学生としてパリ大学、及びエコールド・ルーブルにて学ぶ。1983年の日本帰国まで、フランス政府給費研究員として、フィレンツェ市庁美術展部門嘱託委員（1980年）、「フランス現代芸術祭」副コミッショナー（1982年）などを歴任。その間、「芸術新潮」での連載（1981年開始）などで「ニューペインティング」を日本に紹介。帰国後、美術評論家、アート・プロデューサー、プロジェクトプランナーとして活動を開始。1989年、株式会社JEXTを設立。
展覧会の企画監修、アート・フェスティバルのプロデュース、アート・コンペティションの企画実施、都市計画、また、企業や協議会、政府機関などでの文化事業コンサルタントとしても幅広く活動。

### 略歴
| 1995年                 | 日本文化デザイン会議’95群馬議長 第46回ヴェネチア・ビエンナーレ 日本政府館コミッショナー                      |
| 1996-2000年            | フィリップモリス・アートアワード キュレーター                                                                |
| 1997年                 | パリ日本文化会館杮落とし「デザインの世紀」展 コミッショナー                                                  |
| 2000-2001年            | 文化庁メディア芸術祭企画展 プロデューサー 総理府「新千年紀記念行事国の行事部会（インターネット博覧会）」委員 |
| 2000年-                | 文部科学省科学技術動向研究センター専門調査委員                                                               |
| 2001年                 | 阪神淡路産業復興推進機構 「アニメーション等制作人材育成プログラム検討委員会」委員長                          |
| 2002年                 | 同「デジタルコンテンツクリエイター実践プログラム事業」委員長                                                 |
| 2002年11月             | 仏政府より「芸術文化勲章（シュヴァリエ）」受章                                                               |
| 2003年                 | 同「デジタルコンテンツポート構想推進会議」総合プロデューサー                                                 |
| 2004年4月 - 7月3日     | 長崎県美術館 館長                                                                                            |
| 2005年10月 - 2013年3月 | 富山大学芸術文化学部文化芸術学科 教授                                                                        |
| 2007年4月 -            | 富山市政策参与                                                                                               |
| 2013年4月 -            | 東京藝術大学 社会連携センター 教授 アートイノベーションセンター 副センター長                                 |
| 2015年8月 -            | 富山市ガラス美術館 名誉館長                                                                                  |

## 主な著書
- 「現在美術」（パルコ出版/1985年）
- 「あさってライト」（執筆、構成/パルコ出版/1988年）
- 「アートランナー9・79」（東京書籍/1989年）
- 「モダンアートの終焉」（監修・解説/東京書籍/1991年）
- 「現代デザイン辞典」（平凡社/1992年-）編集委員
- 「茶美会・然　新しい茶のかたち」（淡交社/1993年）
- 「ICS(I See Soundings)」（責任編集/ICSｶﾚｯｼﾞｵﾌﾞｱｰﾂ/1997年）
- 「たけしの誰でもピカソ THEアートバトル」(徳間書店/2001年）寄稿

## 主な仕事

### 理事・顧問・評議員・アドバイザー

#### アート
- ニューヨーク、アート/OMI展委員会
- 財団法人セゾン現代美術館　評議委員（1987-1996）
- パリ日本文化会館　設立準備協会事業部会委員（1996-97）
- 社団法人企業メセナ協議会　助成選考委員（1991-2003）
- 三菱地所株式会社　横浜ランドマークタワー
- パリ日本文化会館　運営審議委員（1998-現在）
- 財団法人岩崎美術館　評議員（2000-現在）
- 財団法人長崎ミュージアム振興財団　理事（2003-2007.3）
- 長崎県博物館協会　会長（2005.9-2007.3）
- 高岡市文化振興財団 評議員（2006.4-現在）
- 富山県立近代美術館運営委員会　委員（2007.6-現在）
- 富山県水墨美術館運営委員会　委員（2007.9-現在）
- 富山市ガラス美術館懇談会　委員（2008.2-現在）
- ハート アート コミュニケーション　名誉理事長（2008.4-2013.7）

#### ファッション
- 日本ファッション協会　顕彰制度委員（1990-現在）

#### 文化
- 財団法人国際茶道文化協会　理事（1993-現在）茶美会文化研究所（裏千家）
- 財団法人稲盛財団　京都賞思想・芸術部門　専門委員会委員（1997-現在）
- 財団法人大林都市研究振興財団　選考委員（1998-現在）
- 財団法人画像情報教育振興協会　評議員（2000-2007.3）
- 財団法人岐阜県産業文化振興事業団　織部賞推薦委員（2000-現在）

#### 教育・学会
- 多摩美術大学講師（1983-1992）
- 学校法人環境造形学園　ICSカレッジオブアーツIAD科　プロデューサー（1995-2002）
- 学校法人環境造形学園　理事（1997-1999）
- 日本バーチャルリアリティ学会　評議員（2000-現在）
- 文部科学省科学技術動向研究センター　専門調査員（2002-現在）
- 富山大学芸術文化学部　教授（2005-現在）
- 富山大学 芸術文化学部　教授（2005.10-2013.3）
- 東京藝術大学大学院美術研究科　非常勤講師（2010.4-2013.3）
- 東京藝術大学アートイノベーションセンター　副センター長（2013.3-現在）
- 東京藝術大学社会連携センター・COI拠点　特任教授（2013.3-現在）

#### 政府機関・地方自治体
国土庁
「東京国際文化センター研究会」（1995）
「国際交流都市づくりとしての文化機能整備に関する研究会」（1996）
「東京圏における文化都心づくり研究会」（1997）
通産省
「21世紀の地球を考える懇親会」（21世紀地球EXPO基本問題ワーキンググループ）（1996）
建設省
「建設業界の未来を考える会」（1995）
総理府
「新千年紀記念行事国の行事部会（ｲﾝﾊﾟｸ）」（2000）
「インターネット博覧会（インパク）各賞審査委員」 
地方自治体
- 福岡市「アイランドシティ未来フォーラム」委員（2011.9-2011.12）
- 福岡県「筑後広域公園芸術文化交流施設運営協議委員会」委員（2013.3-現在）
- 高岡市　魅力創出アドバイザー（2013.4-2015.3）
- 福岡県+福岡市「セントラルパーク構想委員会」委員（2013.5-2014.3）
- 富山県「大規模展示施設のあり方懇談会」委員（2013.5-2014.3）
- 愛知県「21世紀の新しいまちづくり」推進委員（1997-99）
- 愛知県「21世紀の新しいまちづくり～娯楽年専門部会」部会長（1997-99）
- 阪神淡路産業復興推進機構（2002～2003）
- デジタルコンテンツポート構想推進会議　総合プロデューサー
- 富山市政策参与（2007.4～現在）
- 長崎県文化芸術アドバイザー（2007.4～現在）
- 長崎県 文化芸術アドバイザー（2007.4-2010.3）
- 福岡県「国際コンベンション施設に関する研究会」（2009.11-2010.3）
- 前橋市「前橋市における美術館基本構想・基本計画検討委員会」（2010）
- 福岡市「アイランドシティまちづくり戦略会議」委員（2010.9-2011.3）

### コンペティション審査員

#### アート
- 「日本グラフィック展」（1987-1991）パルコ主催
- 「アーバナート展」（1992-1996）パルコ主催
- 「安井賞」毎日新聞主催
- 「フィリップモリスアートアワード」（1996・1998）フィリップモリス株式会社主催
- 「フィリップモリスアートアワード」（1996・1998）フィリップモリス株式会社主催
- 「前橋アート・コンペ・ライブ」（1998-現在）前橋市主催
- 「文化庁メディア芸術祭」（1998-2000）デジタルアート部門　文化庁主催
- 「長崎新美術展」（2001・2002）長崎県立美術博物館主催
- 「ＡＱコンテンツコンテスト」（2002-2007）AQステーション開局記念　シーエス九州主催
- 「リサイクラート公募優秀作品展」（2003）＜青山・スパイラルガーデン＞
- 「ロハス・イラストレーション・コンテスト」（2004-現在）株式会社千修主催　ソトコト共催
- 「あたたかい心」「ぼくの幸せ」「わたしの幸せ」 絵画コンテスト（2005）国際育児幸せ財団主催
- アリスの不思議の庭「オブジェ・インスタレーションコンペティション」（2006）ハウステンボス主催
- 越中アートフェスタ（2006-2009）富山県主催
- 長崎水辺の映像祭（2006-2010）
- 富山水辺の映像祭（2007-現在）富山県主催
- 長浜アーバングラスコンペティション（2009-2012）滋賀県長浜市主催
- Canvas @ Sony（2010-2011）ソニー㈱主催

#### ファッション
「毎日ファッション大賞」（1993-2002）毎日新聞主催
「ミスユニバースジャパンページェント」（1999）

#### ダンス
- 現「横浜ダンスコレクション」ソロ×デュオ　ヨコハマプラットフォーム　旧「バニョレ国際振付賞　ジャパンプラットフォーム」（1996-現在）　財団法人横浜市文化振興財団　ほか主催　フランス大使館　ほか共催

#### デザイン・工芸
「高岡クラフトコンペ」（1993-1996・2006-現在）富山県高岡市主催
「モナコ･ラックスパック･デザインアワード」（2004-05）モナコ公国・ラックスパック見本市主催 日本予選審査員/最終審査コーチ

#### 写真
- SSF「世界スポーツフォトコンテスト開催記念写真展」（1994）企画委員
- SSF「世界スポーツフォトコンテスト」（1995-）

#### 精神科学、表現芸術
- 「京都賞」（1995-現在）京都賞思想・芸術部門　専門委員会委員
- 第14回京都賞受賞記念ワークショップ（1998）「アジアと世界を結んだアーティスト（受賞者/ナムジュン・パイク）精神科学・表現芸術部門 企画・司会（財）稲盛財団主催

生活文化
「日本クリエイション大賞」（1990-現在）旧「日本生活文化大賞」日本ファッション協会主催

### 企画・プロデュース

#### アート･デザイン
- ジャン＝ミシェル オトニエル「愛の遺伝子展～DNA of Love～」（2014/7～2015/6）

監修＜軽井沢ニューアートミュージアム＞
- 宮廻正明・国際巡回展　「Tourbillon」（2013～2014）総合プロデューサー・キュレーター＜ブダペスト国立歴史博物館／ハンガリー・リスボン東洋博物館／ポルトガル・ピッティ宮殿近代美術館／イタリア＞
- 「ムパタとその仲間たち展」（2013/9-10）美術監修＜西武渋谷店＞
- 「わたし超スキッ！！草間彌生」展（2013/4～9）ゲストキュレーター＜軽井沢ニューアートミュージアム＞
- 「九州芸文館」アートプロジェクト（2013～2014）総合プロデューサー
- 「あっぱれ北斎！　光の王国展」（2013/1～5）総合プロデューサー＜銀座フェルメールセンター＞
- 「フェルメール　光の王国展」（2012/1～11）美術監修＜銀座フェルメールセンター＞
- 「スターバックス大宰府天満宮参道店」（2011.12）プロデュース
- Hear Art in ROME 2011 日伊芸術交流祭　特別企画展「ラ・ルーチェ展―現代日本造形の光」（2011）キュレーター＜フォリ・インペリアーリ博物館／イタリア・ローマ＞
- 「金屋町楽市と隈研吾展」（2011）企画・キュレーター＜東京　丸ビル　1Ｆ　マルキューブ＞
- 「富山環状線　ART GO ROUND」（2010）企画・プロデュース＜富山グランドプラザ＞
- 「第1回金沢・世界工芸トリエンナーレ」(2010)キュレーター＜金沢21世紀美術館・金沢リファーレ＞
- 「ツールド日本海ママチャリラリー」（2009,2010,2011）企画・プロデュース・実行委員長
- 「金屋町 楽市 in さまのこ」シンポジウム・ゾーンミュージアム（2008～2012）企画・プロデュース・実行委員長＜高岡市金屋町石畳通り　他＞
- 「富山水辺の映像祭」 （2007~現在）実行委員長＜富山グランドプラザ＞
- 「HeArt　長崎水辺の映像祭」（2006-2010）総合プロデューサー＜活水女子大学/長崎県美術館/出島ワーフ/夢彩都/アミュプラザ/ハウステンボス＞
- 「デジタル遊園地」 （2006/7）企画構成 　＜長崎県美術館＞
- 「アメリカ―ホイットニー美術館コレクションに見るアメリカの素顔」 （2005/7）
- 企画構成 　＜長崎県美術館＞
- 「the Voice of Tengai　人間・盛田昭夫展」（2005/6）協力　ソニーの創業者・故盛田昭夫氏の5周忌　写真展　＜中部国際空港セントレア＞
- 「the Voice of Tengai　人間・盛田昭夫展」（2004/9）協力　ソニーの創業者・故盛田昭夫氏の5周忌　写真展＜代官山ヒルサイド・フォーラム＞
- 「BABY VOICES展」（2004/7～8）キュレーション　ステファノ・アザリオ写真展　Aprica主催＜代官山ヒルサイド・フォーラム＞
- 「モナコ･ラックスパック･デザインアワード」（2004・2005）国内予選企画制作　国内審査員・最終審査コーチ　2004年度グランプリ受賞　モナコ公国・ラックスパック見本市主催＜モナコ・グリマルディフォーラム＞
- 「ひととロボット展」（2003/10～2004/1）企画委員・映像プログラム監修パリ日本文化会館5周年記念展 ＜パリ日本文化会館＞
- 「リサイクラート公募優秀作品展」（2003/11）キュレーション＜青山・スパイラルガーデン＞
- 「魯山人の宇宙展」（2003/4）ゲストキュレーター　＜笠間日動美術館＞
- 「a-pop!」（2002/9～2004/2）ミュージアムショップ・プロデュース　若手アーティストとのコラボレーション＜代官山＞
- 「The New Way of Tea」（2002）＜NY・アジアソサエティ、ジャパンソサエティ＞
- 「CHARAMIX.com　～キャラクターに人権を～」(2001)
- Jam3文化庁メディア芸術祭企画展　＜東京都写真美術館＞「りさ・キャン・ドゥー・イット」（1999）プロデュース＜横浜ランドマークホール＞
- 「金丸賀也のアート物語」（1998）プロデュース＜横浜ランドマークホール＞
- 「第14回京都賞受賞記念ワークショップ」（1998）企画・司会　（財）稲盛財団主催
- 「アジアと世界を結んだアーティスト
- 精神科学・表現芸術部門　受賞者/ナムジュン・パイク
- 「デザインの世紀」（1998）パリ日本文化会館会館記念巡回展＜サントリーミュージアム天保山＞
- 前橋アート・コンペ・ライブ（1998-）コーディネーション・審査委員　公開審査形式のコンペ 　前橋市主催＜前橋・国際交流広場＞
- ランドマークアートコラボ「島」（1997）プロデュース＜横浜ランドマークホール＞
- 「デザインの世紀」（1997）コミッショナー＜パリ日本文化会館＞
- 「翔　The First Steps：Emerging Artists from Japan」（1997）キュレーション＜NY・Grey Art Gallery＞
- 「アイテム愛媛」展示部分プロデュース（1996）＜愛媛県松山市＞
- 「フィリップモリスアートアワード」（1996・1998）キュレーション・国内審査委員　フィリップモリス株式会社主催
- 「日を詠む暦2」（1995）企画監修＜ケイ・ワールド・ギャラリー＞
- 「ヴェニス・ビエンナーレ」（第46回国際美術展）（1995）日本政府館コミッショナー
- ＜ヴェニス/イタリア＞“数寄-複方言への試み”SUKI:The Sense of Multi-Vernacular
- 茶美会「数寄の都　京都未来空間美術館」（1994）キュレーション 京都1200年記念イベント＜高島屋京都店＞
- 「アート・アゲインスト・エイズ・ジャパン」（1994）米国エイズ研究財団（AmFAR）主催　（アーティストの眼：クリエーターによる写真展/ガラ・ディナー）
- 「河原敏文マジカルCGツアー」（1994）＜横浜ランドマークホール＞
- 「デイトクラフト/日比野光希子展"シットダウン"」（1993）＜ケイ・ワールド・ギャラリー＞
- 「高松伸建築展」（1993）実行委員＜サンフランシスコ近代美術館/ニューヨーク巡回＞
- 「パリ大茶会」（1993）ユネスコ本部日本フェスティバル＜パリ/フランス＞
- 「日を詠む暦」（1993）出版及び展覧会＜ケイ・ワールド・ギャラリー＞
- 「茶美会　然」（1992）
- 「茶美会　素」「茶美会　素シンポジウム」（1993）企画・構成　茶の湯の現代化＜原宿クエスト＞
- 「ツイン・ピークス」（1992）第3回東京アートエキスポ特別企画展
- 「境界線の美術展」（1991）＜セゾン美術館＞
- 「ジャパン・プリント91」展（1991）＜スペイン／マップルビダ美術館などヨーロッパ4カ国巡回＞＜ギンザ・グラフィック・ギャラリー　オープニング＞
- 「メディア・アート・ミュージアム」（1989）＜原宿クエストホール＞
- 「ロバート・ロンゴ展」「デビット・サーレ展」（1986-1989）プロデュース
- 田原桂一「ファン・ド・シエクル」展（1985）
- 「フランス現代芸術祭」 （1985）フランス政府副コミッショナー＜西武美術館、大原美術館、日仏学院、朝日新聞社＞
- 「メアリー・ブーンとその仲間たち」(1983)シュナーベル、バスキア等
- 「ジャン＝ピエール・レイノー」展（1981）

#### プロモーション
- 「アート・スウオッチ」（1987）プロダクト・プロデュース　（横尾忠則）
- 「西武WAVE」オープニング（1984）
- 「サントリーホール」（1985）
- 資生堂“パーキー・ジーン”プロモーション（1986-1987）（日比野克彦、レミー・ブランシャール等)
- 「トヨタ　アムラックス」オープニング（1992）

#### サテライト・パフォーマンス
「バイバイ・キプリング」（1986）ナム・ジュン・パイクのサテライト・パフォーマンス。米PBS、韓国KBS、日本テレビ、朝日テレビなど世界400局ネット

#### 商品企画
- 「抱きしめてシャ、シャ、シャ」文、城戸真亜子　（1987）企画・編集
- 「猫の本」文、富田靖子（1987）企画・編集
- 「デイト・クラフト」カレンダー（1994）企画構成　（日比野光希子・高橋洋々・伊藤桂司・山岸いずみ）

#### ファッション
「神戸ファッションフェスティバル」（1989-）プロデュース（ファッションショー・ガラディナー）

#### 会議
- 「VR文化フォーラム in KOBEミーティング "映像のゲノム"」（2003）＜神戸ジーベックホール＞
- 「KOBEミーティング」（2003）＜神戸国際会議場＞
- 「前橋文化デザイン会議」（1996-）「日本文化デザイン会議’95群馬」議長（1995）
- 「日本文化デザイン会議実行委員」（1990-）

#### ビエンナーレ
- 「リヨン・ビエンナーレ」（1995）海外アドバイザー＜リヨン／フランス＞
- 「ヴェニス・ビエンナーレ」（第46回国際美術展）（1995）日本政府館コミッショナー　＜ヴェニス/イタリア＞“数寄-複方言への試み”SUKI:The Sense of Multi-Vernacular

### 都市計画（街づくり）
- 汐留跡地・日本美術館構想（1987-1993）
- 1987年秋、「ブルータス」誌にて第1次構想を発表。その後、1992年～93年にかけて第2次構想を「SCAPE21」誌上で発表。
- 京都未来美術館「数寄の都」（1994）
- 「数寄の家造」という建築概念を、都市を対象に発展させ、自由で、美的な統一感をもつ都市の可能性をさぐる。
- 前橋駅北口整備構想（1996-98）
- 前橋市より委託され、「前橋芸術化都市：インテリジェンスパラダイスシティへの試み」として基本構想プランを提案。
- 広瀬川河畔町並み整備構想（1997-98）
- 前橋市より委託され、魅力的な河畔づくりについての基本構想プランを提案。
- 青島居住区規則建築方案設計マスタープラン（2002）
- 海岸や山並みなど周辺の自然環境、および青島の歴史的コンテクストを読み込み、それを反映させることで周辺環境と一体となった計画を提案。

### 施設
- スターバックスコーヒー大宰府天満宮表参道店　プロデュース
- 長崎県立美術館
- 富山ガラス美術館

### 講演・テレビ出演

#### 教育機関
- 九州大学リベラルアーツ講座　（2009.2）講演　主催：九州大学
- 多摩美術大学　生涯学習センター　美術講座　現代美術が生まれるまで　（2008.12）講演　主催：多摩美術大学　生涯学習センター
- 国茶ｸﾞﾘｰﾝｱｶﾃﾞﾐｰ「茶の湯文化学」講座（2008.3）講演　主催：国際茶道文化協会
- 活水大学　特別講義　美術館と地域論　（2005.5）
- 青山グリーンアカデミー（国際文化茶道協会）特別講義　現代の数寄者論　（2005.3）
- WAO！クリエイティブカレッジ　特別講義　現代デザイン論　（2004.6）
- 玉川大学芸術学科　特別講義　文化プロデュース論　（2003.10)
- 金沢美術大学　特別講義　文化プロデュース論　（2003.9）
- 東京芸術大学　特別講義　造形芸術論　（1998.11）
- ニューヨーク大学　アートマネジメント科　特別講義　文化プロデュース論　（1997.2）
- 武蔵野美術大学空間デザイン学科　特別講義　文化プロデュース論　（1994.5/1996.10/1999.11）
- 東横短大女子短期大学　公開講座　美術の中の服飾史　（1994.10）
- 草月学園　特別講義　文化プロデュース論　（1994.10/1995.9）
- 多摩美術大学　非常勤講師　一般教養　原書講読（仏語）　（1983-1992）
- パリ高等師範学校　特別講義　日本の現代美術について　（1981）

#### 会議・シンポジウム
- シンポジウム「地域創生と日本文化の発酵 ― タイムリミット2015」（2015.1）
- コーディネーター　主催：東京藝術大学・野村総合研究所
- 「風景と心の復興」シンポジウム（2014.10）コーディネーター　主催：東京藝術大学
- 「工芸の時代をリードする高岡」特別講演（2014.2）講演　主催：高岡市
- シンポジウム「日本の未来を拓く芸術文化外交」（2013.9）座長　主催：東京藝術大学
- 第10回博多ZEN塾「伝統文化の再生を語るII」（2012.3）座談会モデュレーター　主催：福岡文化財団
- 日本クリエイション大賞受賞記念シンポジウム（2011.11）コーディネーター　主催：富山市
- 開館30周年記念　東山魁夷　杉山寧　高山辰雄　日本画の巨匠三山展（2011.10）記念鼎談　主催：富山県立近代美術館
- 松本市美術館「工芸の5月」展　（2011.5）特別講演　主催：松本市美術館
- 第8回博多ZEN塾「伝統文化の再生を語る」（2011.5）座談会　主催：福岡文化財団
- 現代工芸美術家協会創立50年記念シンポジウム「工芸の未来を語る」（2011.3）基調講演　主催：社団法人現代工芸美術家協会
- 第7回博多ZEN塾「福岡・博多再編集計画」（2010.11）座談会モデュレーター　主催：福岡文化財団
- 第43回北陸信越ブロック会員大会（2010.11）
- 講演・パネリスト　主催：社団法人茶道裏千家淡交会青年部
- ナム・ジュン・パイクアートシンポジウム（2010.10）パネリスト　主催：福岡文化財団
- 第5回博多ZEN塾「茶の湯と現代」（2010.5）座談会モデュレーター　主催：福岡文化財団
- 第1回金沢・世界工芸トリエンナーレ　シンポジウム（2010.5）パネリスト　主催：金沢・世界工芸トリエンナーレ開催委員会
- 第2回博多ZEN塾「歴史ある文化資源をどう生かしていくのか」（2009.6）
- 座談会モデュレーター　主催：福岡文化財団
- 第1回博多ZEN塾「都市（まち）づくりにおける文化芸術の役割」（2009.3）
- 基調講演　主催：福岡文化財団
- 富山県立近代美術館「AIGコレクション－印象派の光、エコール・ド・パリの夢」展（2008.7）講演　主催：富山県立近代美術館
- 芸術工学会2008春期大会（富山）（2008.6）基調講演　主催：芸術工学会
- 建築士会東海北陸ブロック会青年建築士協議会（2008.2）基調講演　主催：建築士会高岡支部青年部会
- 文化芸術懇話会（富山県）（2007.4）講演　主催：文化庁・富山県
- 県都創生フォーラム　（2005.7）基調講演・パネリスト　長崎新聞主催
- 長崎県美術館　シンポジウム　（2005.6）「ネットワーキングアートの未来partII」　モデレーター
- （新）富山大学　芸術文化学部　創設記念　東京シンポジウム　（2005.6）「日本の未来と、地方・芸術文化・教育」―自然と文化の融合で―　コーディネーター
- 長崎県美術館　開館記念シンポジウム　（2005.4）「ネットワーキングアートの未来」　モデレーター
- 長崎県美術館　開館記念シンポジウム　（2005.4）
- 「西洋と長崎～長崎県美術館開館に寄せて～」　モデレーター
- （財）大林都市研究振興財団　ジェルマン・ヴィアット氏大林賞受賞記念シンポジウム　（2004.10）「美術館が都市を変える」　モデレーター
- パリ日本文化会館「ひととロボット」展シンポジウム　（2004.1）「TOKYO 2004」　パネリスト
- パリ日本文化会館「ひととロボット」展シンポジウム　（2003.11）「The Japanese Animation and Manga」　パネリスト
- VR文化フォーラム in KOBEミーティング　 「映像のゲノム」　（2002.11）
- 財団法人阪神淡路産業復興推進機構
- KOBEミーティング　 「アジアのデジタルコンテンツとビジネスの未来」　（2002.2）
- 財団法人阪神淡路産業復興推進機構
- ベンチャー普及啓発事業オキナワ型ベンチャーフォーラム　（2001.11）
- 「OKINAWA大航界──沖縄発21世紀型ベンチャーのスピリットと可能性」
- 鹿児島青年会議所　講演　「21世紀のかごしまの魅力をデザインする」　（2001.4）
- 日本文化デザインフォーラム　代表幹事　（2000.12-2002.3）
- 3rd world summit on Media for Children　（2000.11）「Japanese Animation and Media」ギリシャ　ユネスコ主催
- 日本文化デザインフォーラム　副代表　（1999-2000）
- 日本文化デザインフォーラム　授賞委員長　（1999-2000）
- 静岡アジア太平洋学術フォーラム 「アジア的美学の再興」　（1999.12）
- キャノン・ビジョンフォーラム 「視覚情報の現在と未来」　（1997.11）
- 前橋文化デザイン会議　顧問　（1996.10）
- 第3回日本美術ベニス会議/イタリア（1996.5）「Contemporary Japanese Art's Rapprochement with Tradition」
- 日本文化デザイン会議'95群馬　議長　（1995.10）
- 日本文化デザインフォーラムボードメンバー　（1990-2001）

他、企業・団体・自治体などでも多数講演

#### TV出演
- テレビ朝日「中居正広のミになる図書館」（2013）
- NHK 総合＆国際「ビギンジャパノロジー」　出演（2007.10/7・12/2）
- NHK BS-hi & 総合「世界遺産 フランス縦断の旅 」　出演（2006.7/16-7/23）
- NHK「土曜特集～世界を駆ける日本料理」　出演　（2005.5）
- NHK「発見　ふるさとの宝」　パネラー、準レギュラー（2005.4-2007.3）
- NHK「英語でしゃべらナイト」　ゲスト出演（2004.4）
- NHK「ふるさと新遺産」　パネラー　（2004.3）
- NHK「ハイビジョン超特急 あなたが選ぶこの一本 美の回廊」　出演（2003.11）
- BSデジタル3周年記念特集
- NHK「迷宮美術館」　出演・解説　（2003.11）
- BS日テレ「BS11PM」　ゲスト出演　（2002.10）
- フジテレビ「プレゼンタイガー」審査員　（2001）
- NHK「WEEKEND joy」　アートコーナー　レギュラー出演（1998.10-01.3）
- フジテレビ「テレビ美術館」解説
- 東京MXテレビ「伊東順二のTOKIO自由時間」出演・制作協力（1998.4-98.10）
- テレビ東京「たけしの誰でもピカソ」出演・企画協力アートバトル（1997-99）

## 主な受賞歴・他
2002年11月、フランス政府より文化芸術勲章（シュバリエ）を受章。この勲章はナポレオンが創設したフランス国家勲章の中でも勲5等にあたり、軍人、民間人を問わずフランス国家への功労者に与えられるフランス最高の勲章。この受勲は、伊東の長年に渡るフランス文化・芸術への功績がフランス政府に認められたもの。
ローマ法皇に謁見（2011年10月27日）
イタリア・ローマの「フォリ・インペリアーリ美術館（Museo Dei Fori Imperiali）」で開催されている「Heart Art in ROME 2011～日伊芸術交流祭～特別企画展『ラ・ルーチェ展 ― 現代日本造形の光』」のためにローマに滞在中、ローマ法王に19日の午前中に謁見し、その際にお祝いの言葉を賜ったという。同企画展は、日本を代表する建築家の隈研吾、陶芸家・第14代今泉今衛門、人形師・中村信喬らを伊東がプロデュースして開催されている。なお、同展覧会の案内やローマ法王との謁見の報告については、地元紙・バチカン新聞でも取り上げられた。
2020年度GOOD DESIGN賞受賞「大手町ART LABORATORIES」（2020年10月1日）